# Tetraxanthus rathbunae
Tetraxanthus rathbunae är en kräftdjursart som beskrevs av Fenner A. Chace 1939. Tetraxanthus rathbunae ingår i släktet Tetraxanthus, överfamiljen Xanthoidea, ordningen tiofotade kräftdjur, klassen storkräftor, fylumet leddjur och riket djur. Inga underarter finns listade i Catalogue of Life.